# محمداسماعیل محلاتی
محمداسماعیل محلاتی از شاعران، مراجع تقلید و فقهای نجف و از همفکران محمدکاظم خراسانی و شیخ عبدالله مازندرانی بود. وی صاحب کتاب اللئالی المربوطة فی وجوب المشروطة با موضوع تشریح حکومت مشروطه است.

## تولد
وی در ۴ اسفند ۱۲۳۱ در محلات به دنیا آمد.

## دوران تحصیل
وی تا سن ۱۲ سالگی در محلات بوده و سه سال در نزد پدر مباحث مقدماتی علوم دینی را فرا گرفت. وی در سال ۱۲۸۴ قمری راهی تهران شد. در تهران، نزد حاج میرزا ابوالقاسم نوری تهرانی و حاج میرزا محمد حسن آشتیانی (که هر دو از شاگردان شیخ مرتضی انصاری بودند) به فراگیری علوم و فنون دینی و تهذیب نفس پرداخت.
وی در سال ۱۲۸۹ قمری راهی عراق شد. مدتی در شهر کربلا، نزد ملا محمدحسین اردکانی و شیخ زین الدین مازندرانی تحصیل کرد. سپس به نجف رفت.

## بازگشت به ایران
وی در سال ۱۲۹۴ قمری به ایران برگشت و در بروجرد به تدریس پرداخت.

## بازگشت به نجف
وی در سال ۱۳۱۲ قمری مجدداً به عراق بازگشت و در سامرا در درس میرزای شیرازی شرکت نمود. در سال ۱۳۱۳ قمری پس از فوت میرزای شیرازی به نجف بازگشت و مشغول تدریس و تألیف شد.

## پدر
پدر وی ملا محمدعلی محلاتی از عالمان بزرگ و استاد محدث نوری بوده‌است.

## اساتید
- میرزای شیرازی
- میرزا حبیب‌الله رشتی
- سید حسین کوه کمری
- حاج میرزا محمدحسن آشتیانی
- میرزا ابوالقاسم نوری تهرانی
- شیخ محمدحسین فاضل اردکانی
- شیخ زین العابدین مازندرانی[۴]

## شاگردان
- شهاب الدین مرعشی نجفی[۵]

## فعالیت‌ها
محلاتی با نگارش رساله‌هایی، به دفاع از مشروطیت پرداخته و آن‌ها را در مجله «الغری» و «درة النجف» و نیز به صورت مستقل، به چاپ رسانده است. این رساله‌ها به تأیید دو مجتهد بزرگ نجف در آن دوران، یعنی آخوند خراسانی و شیخ عبدالله مازندرانی رسیده است.
آخوند خراسانی و شیخ عبدالله مازندرانی، در سیاهه بیست نفره مجتهدان شایسته عضویت در هیئت پنج نفره مجتهدانِ موضوع اصل دوم قانون اساسی، از محلاتی در کنار افرادی چون محمدحسین نایینی، سید ابوالحسن اصفهانی، آقا ضیاءالدین عراقی و سید مصطفی کاشانی نام می‌برند.

## مبارزات اقتصادی
وی در ابتدای مشروطیت اعلامیه‌ای در واکنش به زوال اقتصاد داخلی و تحریم مصرف کالاهای خارجی به شرح ذیل صادر کرد: 
بدین واسطه (رواج کالاهای خارجی) حِرَف و صنایع ایرانیه رو به انحطاط و اندراس گذاشت و فقر و پریشانی مابین صاحبان آن حِرَف و اجزا و حواشی آنها بالا گرفته، چه خانواده‌ها که برچیده و چه کارخانه‌ها که بسته شد… آیا دیگر سزاوار نیست که از خواب غفلت بیدار شویم و اموال خود را مصرف در آبادی مملکت و قوت مذهب و ملت خود نماییم و چشم از زخرف و صورت سازی امتعه خارجی بپوشیم و به اجناس وطنیه اسلامیه خود حتی المقدور اکتفا کنیم و حِرَف و صنایع خود را تدریجاً توسعه و ترقی دهیم و ذلت مسلمین را که از حد گذاشته به عزت مبدل نماییم و ممالک اسلامیه که موطن شریعت حق‌الهیه است معمور و آباد کنیم.

## آثار
- اللئالی المربوطة فی وجوب المشروطة[۹]

مهم‌ترین رساله محلاتی در دفاع از مشروطیت است که طی دو مرحله، به سال‌های ۱۳۲۶ و ۱۳۲۷ هجری به رشته تحریر درآمده است.
محلاتی در بیستم محرم ۱۳۲۷ هجری خلاصه‌ای از رساله لئالی خود را با عنوان «لایحه در کشف حقیقت مشروطیت» منتشر کرد. او همچنین قسمتی از رساله لئالی را در تک شماره مجله الغری نجف در سال ۱۳۲۸ هجری به چاپ رساند ولی متن کامل آن در محرم الحرام همان سال در مطبعه مظفری بندر بوشهر به چاپ رسیده است.
- ارشاد العباد الی عمارة البلاد
- انوارالعلم و المعرفه
- تنقیح الابحاث
- حاشیه علی الرسائل
- حاشیه علی المکاسب
- حاشیه علی الملل و النحل
- دیوان شعر
- الرد علی المسیحیة
- رسالة فی رد الشبهة الالمانیة
- رسالة فی اللباس المشکوک در فقه
- الکلمات الموجزةدر مباحث متفرقه کلامی و تاریخی و سیاسی و اخلاقی
- لباب الاصول فی اصول الفقه
- نفائس الفوائد
- الدرر اللوامع[۴]

## دیدگاه‌ها
- وی معتقد بود مشروطه به عنوان پلی برای حفظ سعادت دین و دنیای افراد انسانی مطرح می‌شود.[۱][۱۰]
- وی در اعلامیه‌ای که در تحریم کالاهای خارجی صادر کرده به دو وجه اشاره کرده‌است: اول اینکه مصرف کالاهای خارجی موجب می‌شود ثروت و مال ایرانیان و مسلمین به جیب اجانب برود دوم اینکه مصرفغ کالاهای خارجی موجب تضعیف صنعت و تولید داخلی شده و از این نظر موجب کاهش ثروت ملی می‌شود.[۱۱]
- وی حکومت را به سه گروه تقسیم کرده: ۱ ـ حکومت امام؛ ۲ ـ سلطنت مشروطه محدوده؛ ۳ ـ سلطنت مطلقه مستبده. بنابر عقیده ایشان، نوع اول در دوران ما ناممکن است و لذا ناگریزیم یکی از دو تا را برگزینیم که البته برای هیچ ذی‌شعوری جای شبهه و تردید نیست که ترجیح سلطنت مشروطه بر مطلقهٔ مستبده، باقی نخواهد ماند.

محلاتی در تحلیل حکومت مشروطه می‌نویسد: «یک رژیم مشروطه، دارای دو فایده است: نخست آن که به حکومت استبدادی پایان می‌بخشد و دوم آن که «بیضه الاسلام» را از «رقیت کفار» نگهداری می‌کند. بدین ترتیب درگیری هر فردی در چنین مشروطه خواهی و… در استحکام این اساس از حیث اولی، داخل است در عنوان نهی از منکر و اقامه معروف، و از جهت ثانیه، داخل است در عنوان حفظ مملکت مسلمین از تهاجم اهل کفر». لذا معارضه با مجلس شورای ملی را در حد محاربه با امام زمان، علیه السلام، دانسته است.
این فقیه بیدار می‌افزاید، علما متوجه شدند که این گونه مجلس بر اساس محدودیت ستم و حفظ بیضه اسلام بنیان شده‌است، لذا، علما پشتیبانی از همین مجلس را واجب اعلام کرده بودند و هر عملی را که ناتوانی یا از بین بردن آن مجلس را به بار آورد، تحریم کردند.
- وی معتقد است مسئولان حکومتی، اعم از شخص شاه، درباریان و اطرافیان و همچنین نمایندگان ملت در مجلس، علمای دینی و طلاب حوزه‌های علمیه نیز وظیفه دارند با استفاده از کالاهای داخلی و اقدامات دیگر برای حمایت از تحریم کالاهای خارجی و تبلیغ کالاهای داخلی و ترویج فرهنگ مصرف کالاهای داخلی تلاش کنند.[۱۳]

## درگذشت
وی در اول آبان ۱۳۰۱ (برابر با سوم ربیع‌الاول ۱۳۴۳)در سن ۷۴ سالگی، در نجف درگذشت و در صحن علوی اتاق اول از در سلطانی دفن شد.

## دیدگاه‌ها نسبت به وی
- هبة الدین شهرستانی صاحب مجله «العلم»، او را از جمله کسانی معرفی می‌کند که در حلقه تصمیم‌گیری‌های سیاسی مربوط به مشروطیت ایران، در نجف اشرف شرکت می‌کرده‌است.[۶]
- رویکردی که محلاتی در مبارزه با استعمار اتخاذ کرده‌است، بیانگر الگویی در رهیافت‌های چند فرهنگی است، که زیست مستقلِ ملی را همزمان هم جهانی

و هم محلی می‌نگرد. محلاتی برای گرفتار نشدن در دامان استعمار دو پاسخ می‌دهد: نخستین پاسخ اینکه از طریق منسجم کردن دستگاه‌های دولتی
و زدودن استبداد از نظام سیاسی می‌توان با استعمار مبارزه کرد. دومین پاسخ نیز این است که می‌توان با آموختن از دستاوردهای مثبت فرهنگ غرب، هم مذهب خود را حفظ کرد و هم آزادی و آبادانی خود را در برابر فرهنگ‌های دیگر ترسیم کرد.